# Długojów
Długojów is een plaats in het Poolse district  Kielecki, woiwodschap Święty Krzyż. De plaats maakt deel uit van de gemeente Zagnańsk en telt 104 inwoners.